# Дискавери (шаттл)
«Дискавери» (англ. Discovery — открытие) — многоразовый транспортный космический корабль НАСА, третий шаттл. Строительство было начато 27 августа 1979 года, а 9 ноября 1983 года космический челнок был передан в эксплуатацию НАСА. В НАСА имеет обозначение OV-103 (Orbiter Vehicle — 103). Первый полёт «Дискавери» совершил 30 августа 1984 года, стартовав с мыса Канаверал. На момент последнего полёта «Дискавери» был старейшим из действующих шаттлов.
Шаттл «Дискавери» назван по имени одного из двух судов, на которых в 1770-х годах британский капитан Джеймс Кук открыл Гавайские острова и исследовал побережье Аляски и северо-западной Канады. Имя «Дискавери» носило также одно из судов Генри Гудзона, который в 1610—1611 годах исследовал Гудзонов залив. Ещё два «Дискавери» были построены британским Королевским географическим обществом для исследования Северного полюса и Антарктики в 1875 и 1901 годах. Тем же именем («Дискавери») назван космический корабль в фильме «Космическая Одиссея 2001».
Шаттл «Дискавери» доставил на орбиту космический телескоп «Хаббл» и участвовал в двух экспедициях по его обслуживанию.
С «Дискавери» были запущены зонд «Улисс» и три ретрансляционных спутника. «Дискавери» был первым шаттлом, запущенным после катастрофы «Челленджера» (STS-51L). Он же первым полетел после катастрофы шаттла «Колумбия» (STS-107).
На шаттле «Дискавери» (STS-95) 29 октября 1998 года отправился в свой второй полёт астронавт Джон Гленн, которому в тот момент было 77 лет.
Первый полёт российского космонавта на американском космическом корабле был совершён Сергеем Крикалёвым именно на «Дискавери».
Шаттл «Дискавери» завершил свою 27-летнюю карьеру последним приземлением 9 марта 2011 года в 10:57:17 по местному времени. Он сошёл с орбиты, спланировал к космическому центру имени Кеннеди во Флориде и благополучно приземлился. Шаттл был передан в Национальный музей авиации и космонавтики Смитсоновского института в Вашингтоне.
17 апреля 2012 г. специально оборудованный Boeing 747 доставил шаттл с космодрома на мысе Канаверал в Вашингтонский аэропорт имени Даллеса. Отсюда шаттл доставили в филиал Национального музея авиации и космонавтики Смитсоновского института.

## Полёты
С августа 1984 года по март 2011 года шаттл «Дискавери» совершил 39 космических полётов, провёл в космосе 365,5 суток, совершил 5830 оборотов вокруг Земли и пролетел в общей сложности 238,54 млн км.
| №  | Дата             | Обозначение       | Программа полёта |
| -- | ---------------- | ----------------- | --- |
| 1  | 30 августа 1984  | Дискавери STS-41D | Запуск двух спутников связи. |
| 2  | 8 ноября 1984    | Дискавери STS-51A | Запуск двух и возвращение двух спутников связи. |
| 3  | 24 января 1985   | Дискавери STS-51C | Запуск шпионского спутника. |
| 4  | 12 апреля 1985   | Дискавери STS-51D | Запуск двух спутников связи. |
| 5  | 17 июня 1985     | Дискавери STS-51G | Запуск четырёх спутников (мексиканского Morelos-A, арабского Arabsat-1B и американских Telstar-303 (Telstar-3D) и Spartan-201-1).                           |
| 6  | 27 августа 1985  | Дискавери STS-51I | Запуск трёх спутников связи. |
| 7  | 29 сентября 1988 | Дискавери STS-26  | Первый полёт после катастрофы «Челленджера», запуск спутника-ретранслятора TDRS-3.                                                                          |
| 8  | 13 марта 1989    | Дискавери STS-29  | Запуск спутника-ретранслятора. |
| 9  | 22 ноября 1989   | Дискавери STS-33  | Запуск шпионского спутника. |
| 10 | 24 апреля 1990   | Дискавери STS-31  | Запуск космического телескопа «Хаббл». |
| 11 | 6 октября 1990   | Дискавери STS-41  | Запуск зонда «Улисс». |
| 12 | 28 апреля 1991   | Дискавери STS-39  | Запуск военного спутника. |
| 13 | 12 сентября 1991 | Дискавери STS-48  | Запуск спутника для исследования верхних слоёв атмосферы.                                                                                                   |
| 14 | 22 января 1992   | Дискавери STS-42  | Международная лаборатория микрогравитации. |
| 15 | 2 декабря 1992   | Дискавери STS-53  | Полёт для министерства обороны. |
| 16 | 8 апреля 1993    | Дискавери STS-56  | Атмосферная лаборатория. |
| 17 | 12 сентября 1993 | Дискавери STS-51  | Коммуникационно-технологический спутник. |
| 18 | 3 февраля 1994   | Дискавери STS-60  | Развёртывание исследовательской платформы. |
| 19 | 9 сентября 1994  | Дискавери STS-64  | Технологические эксперименты. |
| 20 | 3 февраля 1995   | Дискавери STS-63  | Сближение со станцией «Мир». |
| 21 | 13 июля 1995     | Дискавери STS-70  | Запуск спутника-ретранслятора. |
| 22 | 11 февраля 1997  | Дискавери STS-82  | Обслуживание телескопа «Хаббл». |
| 23 | 7 августа 1997   | Дискавери STS-85  | Инфракрасный спектрометр и телескоп, исследование атмосферы.                                                                                                |
| 24 | 2 июня 1998      | Дискавери STS-91  | Последняя стыковка со станцией «Мир». |
| 25 | 29 октября 1998  | Дискавери STS-95  | Второй полёт Джона Гленна. |
| 26 | 27 мая 1999      | Дискавери STS-96  | Доставка грузов на МКС. |
| 27 | 19 декабря 1999  | Дискавери STS-103 | Обслуживание телескопа «Хаббл» |
| 28 | 11 октября 2000  | Дискавери STS-92  | Полёт к МКС |
| 29 | 8 марта 2001     | Дискавери STS-102 | Замена экипажа МКС |
| 30 | 10 августа 2001  | Дискавери STS-105 | Замена экипажа МКС |
| 31 | 26 июля 2005     | Дискавери STS-114 | Полёт к МКС. Возврат к полётам после катастрофы «Колумбии».                                                                                                 |
| 32 | 4 июля 2006      | Дискавери STS-121 | Второй тестовый полёт по программе «Возвращение к полётам»                                                                                                  |
| 33 | 9 декабря 2006   | Дискавери STS-116 | Полёт к МКС. Продолжение сборки Международной космической станции                                                                                           |
| 34 | 23 октября 2007  | Дискавери STS-120 | Продолжение сборки Международной космической станции. |
| 35 | 31 мая 2008      | Дискавери STS-124 | Доставка на орбиту второй секции японского исследовательского модуля «Кибо», канадского робота-манипулятора и их монтаж на МКС.                             |
| 36 | 15 марта 2009    | Дискавери STS-119 | Доставка и монтаж последней (четвёртой) секции S6 панелей солнечных батарей.                                                                                |
| 37 | 29 августа 2009  | Дискавери STS-128 | Доставка транспортного модуля «Леонардо» и нового члена экипажа МКС-20 Николь Стотт.                                                                        |
| 38 | 5 апреля 2010    | Дискавери STS-131 | Полёт к МКС. Продолжение сборки Международной космической станции.                                                                                          |
| 39 | 24 февраля 2011  | Дискавери STS-133 | Доставка оборудования и материалов на МКС и обратно. Последний полёт шаттла «Дискавери». Перед этим полёт неоднократно переносился по техническим причинам. |

## Эмблемы полётов
| Эмблемы полётов шаттла «Дискавери» | Эмблемы полётов шаттла «Дискавери» | Эмблемы полётов шаттла «Дискавери» | Эмблемы полётов шаттла «Дискавери» | Эмблемы полётов шаттла «Дискавери» | Эмблемы полётов шаттла «Дискавери» | Эмблемы полётов шаттла «Дискавери» | Эмблемы полётов шаттла «Дискавери» |
| ---------------------------------- | ---------------------------------- | ---------------------------------- | ---------------------------------- | ---------------------------------- | ---------------------------------- | ---------------------------------- | ---------------------------------- |
|                                    |                                    |                                    |                                    |                                    |                                    |                                    |                                    |
| STS-41-D                           | STS-51-A                           | STS 51-C                           | STS 51-D                           | STS 51-G                           | STS 51-I                           | STS 26                             | STS 29                             |
|                                    |                                    |                                    |                                    |                                    |                                    |                                    |                                    |
| STS 33                             | STS 31                             | STS 41                             | STS 39                             | STS 48                             | STS 42                             | STS 53                             | STS 56                             |
|                                    |                                    |                                    |                                    |                                    |                                    |                                    |                                    |
| STS 51                             | STS 60                             | STS 64                             | STS 63                             | STS 70                             | STS 82                             | STS 85                             | STS 91                             |
|                                    |                                    |                                    |                                    |                                    |                                    |                                    |                                    |
| STS 95                             | STS 96                             | STS 103                            | STS 92                             | STS 102                            | STS 105                            | STS 114                            | STS 121                            |
|                                    |                                    |                                    |                                    |                                    |                                    |                                    |                                    |
| STS 116                            | STS 120                            | STS 124                            | STS 119                            | STS 128                            | STS 131                            | STS 133                            |                                    |